# Einstossflammenwerfer 46
Il Einstossflammenwerfer 46 (in tedesco Lanciafiamme monouso modello 46) era un lanciafiamme tedesco impiegato dalla Wehrmacht durante la seconda guerra mondiale.

## Storia
Originariamente questo modello fu progettato per fornire un lanciafiamme alle truppe aviotrasportate della Wehrmacht, ma a causa della situazione critica del 1944 queste armi, economiche e facili da produrre, furono assegnate alle unità di fanteria dello Heer, ai Fallschirmjäger ed ai reparti del Volkssturm. Nei documenti militari risalenti alla fine della guerra ci si riferisce all'arma anche come Volksflammerwerfer 46 (lanciafiamme del popolo modello 46) e Abwehrflammenwerfer 46 (lanciafiamme di difesa modello 46).
In tutto furono prodotti 30.700 unità. Fu usato dal Volkssturm durante la battaglia di Berlino nella primavera del 1945 e venne distribuito alle unità della milizia Werwolf.
Il Einstossflammenwerfer 46 condivideva la filosofia d'impiego e l'impostazione generale del Lanciafiamme Mod. 41 d'assalto italiano, che tuttavia era più prestante.

## Tecnica
Il lanciafiamme era costituito da un serbatoio cilindrico da 1,7 litri di capacità, caricato con benzina, ed una lancia da 9 mm di diametro, comandata da un grilletto con impugnatura a pistola sotto al cilindro. Nel complesso pesava 3,6 kg ed aveva una gittata utile di 27 metri ed una massima di 40 m.